# Ynys Dysilio
Ynys Dysilio ou Ynys Tysilio est une île du pays de Galles située dans le détroit du Menai qui sépare l'île d'Anglesey du reste du pays ; elle se trouve à proximité des îlots Carreg yr Halen, Ynys Welltog (cy) et Ynys Benlas (en).

## Étymologie
Le nom de l'île est composé du mot gallois ynys (« île ») et du nom Dysilio, qui fait référence à Tysilio, un moine gallois des VIe et VIIe siècles, évangélisateur du Pays de Galles et de l'Armorique.

## Description
Il s'agit d'une île de 2,7 acres, reliée à l'île d'Anglesey par une chaussée. Elle comporte une église du XVe siècle, et un cimetière où sont notamment inhumés l'architecte Harold Hughes (en), l'historien John Edward Lloyd, et le poète Albert Evans-Jones (en).

## Histoire
Au VIe siècle, le prince de Powys Tysilio, qui avait décidé de se faire moine, rompit avec son père, le roi Brochwel Ysgythrog, et vécut en ermite dans l'île.